# Campionati africani di atletica leggera 2016 - 3000 metri siepi femminili
La specialità dei 3000 metri siepi femminili ai Campionati africani di atletica leggera di Durban 2016 si è svolta il 26 giugno 2016 al Kings Park Stadium.

## Programma
| Data           | Ora | Turno  |
| -------------- | --- | ------ |
| 26 giugno 2016 |     | Finale |

## Risultati
| Class   | Atleta              | Nazione    | Tempo    | Note                  |
| ------- | ------------------- | ---------- | -------- | --------------------- |
| Oro     | Norah Jeruto        | Kenya      | 9:25.07  | Record dei campionati |
| Argento | Agnes Chesang       | Kenya      | 9:27.22  |                       |
| Bronzo  | Weyneshet Ansa      | Etiopia    | 9:39.89  |                       |
| 4       | Eliane Saholinirina | Madagascar | 9:44.50  | Record nazionale      |
| 5       | Birtukan Adamu      | Etiopia    | 9:50.52  |                       |
| 6       | Saara Martin        | Namibia    | 12:05.11 |                       |
| dnf     | Fadoua Sidi Madane  | Marocco    | dnf      |                       |
| dnf     | Nolene Conrad       | Sudafrica  | dnf      |                       |
| dnf     | Etenesh Diro        | Etiopia    | dnf      |                       |